# وزارة الجهاد الزراعي (إيران)
وزارة الجهاد الزراعي (بالفارسية: وزارت جهاد کشاورزی) هي هيئة حكومية إيرانية تأسست في عام 2001 مسؤولة عن الإشراف على الزراعة في إيران. وقد سميت الوزارة جهاد البناء لكنها اندمجت مع وزارة الزراعة عام 2001 لتشكيل وزارة الجهاد الزراعي.

## منظمة البحوث والتعليم والإرشاد الزراعي
تأسست منظمة البحوث والتعليم والإرشاد الزراعي (AREEO) بموجب قانون الجمعية الاستشارية الوطنية في 30 يونيو 1974. تتمثل المهمة الرئيسية لمنظمة البحوث والتعليم والإرشاد الزراعي في تطوير وإدارة جميع أنشطة البحث في الزراعة والموارد الطبيعية في وزارة الجهاد الزراعي. وقد أعلنت منظمة البحوث والتعليم والإرشاد الزراعي التابعة للوزارة أن الغرض منها هو تشجيع الزراعة العضوية عن طريق البحث والإرشاد. وتهدف منظمة البحوث والتعليم والإرشاد الزراعي إلى تسهيل التعاون الفعال بين معاهد البحوث الإيرانية والدولية في مجال الزراعة وبرامج البحوث المعترف بها في هذا المجال. تم إنشاء بعض المعاهد تحت مظلة منظمة البحوث الزراعية والتعليم والإرشاد قبل عدة سنوات من إنشاء منظمة البحوث الزراعية والتعليم والإرشاد، مثل: معهد أبحاث علوم الثروة السمكية الإيراني في عام 1918، ومعهد أبحاث وقاية النبات الإيراني في عام 1923، ومعهد أبحاث اللقاحات والمصل الرازي في عام 1925، ومعهد تحسين البذور والنباتات في عام 1930. حاليًا، تضم منظمة البحوث الزراعية والتعليم والإرشاد 19 معهدًا بحثيًا على مستوى البلاد/ يتم تصنيف اختصاصات معاهد البحوث التابعة لمنظمة البحوث الزراعية والتعليم والإرشاد في جمهورية إيران الإسلامية في ثلاثة مجالات رئيسية، بما في ذلك النباتات الزراعية والبستانية، وبحوث الحيوان، وأخيرًا، بحوث الموارد الطبيعية والهندسة الزراعية. وفقًا لهذه المجالات البحثية الرئيسية، يمكن تجميع معاهد البحوث التابعة لمنظمة البحوث الزراعية والتعليم والإرشاد في جمهورية إيران الإسلامية على النحو التالي:
- معاهد البحوث الزراعية والنباتية
  - معهد أبحاث العلوم البستانية
  - المعهد الإيراني لبحوث وقاية النبات
  - معهد تحسين البذور والنباتات (SPII)
  - معهد بحوث الزراعة في الأراضي الجافة
  - معهد بذور البنجر السكري
  - معهد بحوث الأرز في إيران (RRII)
  - معهد بحوث القطن في إيران (CRII)
  - معهد بحوث التكنولوجيا الحيوية الزراعية في إيران (ABRII)
  - معهد شهادة وتسجيل البذور والنباتات
- معاهد البحوث الحيوانية
  - معهد أبحاث علوم الثروة السمكية الإيراني (IFSRI)
  - معهد رازي لأبحاث اللقاحات والأمصال
  - معهد بحوث علوم الحيوان في إيران (ASRII)
  - مركز أبحاث الحرير الإيراني
  - المعهد الدولي لبحوث سمك الحفش (ISRI)
- معاهد بحوث الموارد الطبيعية والهندسة الزراعية
  - معهد بحوث الغابات والمراعي (RIFR)
  - معهد أبحاث الحفاظ على التربة وإدارة مستجمعات المياه
  - معهد أبحاث التربة والمياه
  - معهد بحوث الهندسة الزراعية
  - المركز الوطني لبحوث الملوحة
  - المركز الوطني للموارد الوراثية

## روابط خارجية
- صفحة الويب الخاصة بوزارة الجهاد الإلكتروني